# NMBS/SNCB-Reihe AM 75
Die Reihe AM 75/76/77 (auch Varkensneus (Schweineschnauze) genannt) der Belgischen Staatsbahn (NMBS/SNCB) ist eine Reihe von 140 km/h schnellen vierteiligen elektrischen Triebzügen.
Sie wird hauptsächlich im innerbelgischen Nah- und Regionalverkehr (L-, P- sowie S-Züge), aber auch im InterRegio-Verkehr der NMBS/SNCB eingesetzt und ist mit Triebzügen der NMBS/SNCB-Reihe AM 62-79 kombinierbar.
Eine Einheit besteht aus vier Wagen, dabei werden lediglich die beiden mittleren Wagen angetrieben, während die Triebzugenden als Steuerwagen dienen.
Die Triebzüge waren bei Auslieferung grau mit einem orangen Streifen lackiert. Später wurden sie bordeauxrot umlackiert.
Von 2015 bis 2020 wird die komplette Serie für mindestens 15 weitere Einsatzjahre modernisiert. Die Triebzüge erhalten neue Inneneinrichtung und Fenster, Vakuumtoiletten, behindertengerechte Bereiche, elektronische Informationsanzeigen, Steckdosen in der ersten Klasse sowie Klimaanlagen in den Führerständen. Die Umrichter werden erneuert und die Türen auf Tastenbedienung umgebaut. Der neue Anstrich ist lichtgrau mit roten Türen, einem blauen Streifen auf Fußbodenhöhe und gelben Warnflächen an den Fronten.

## Galerie

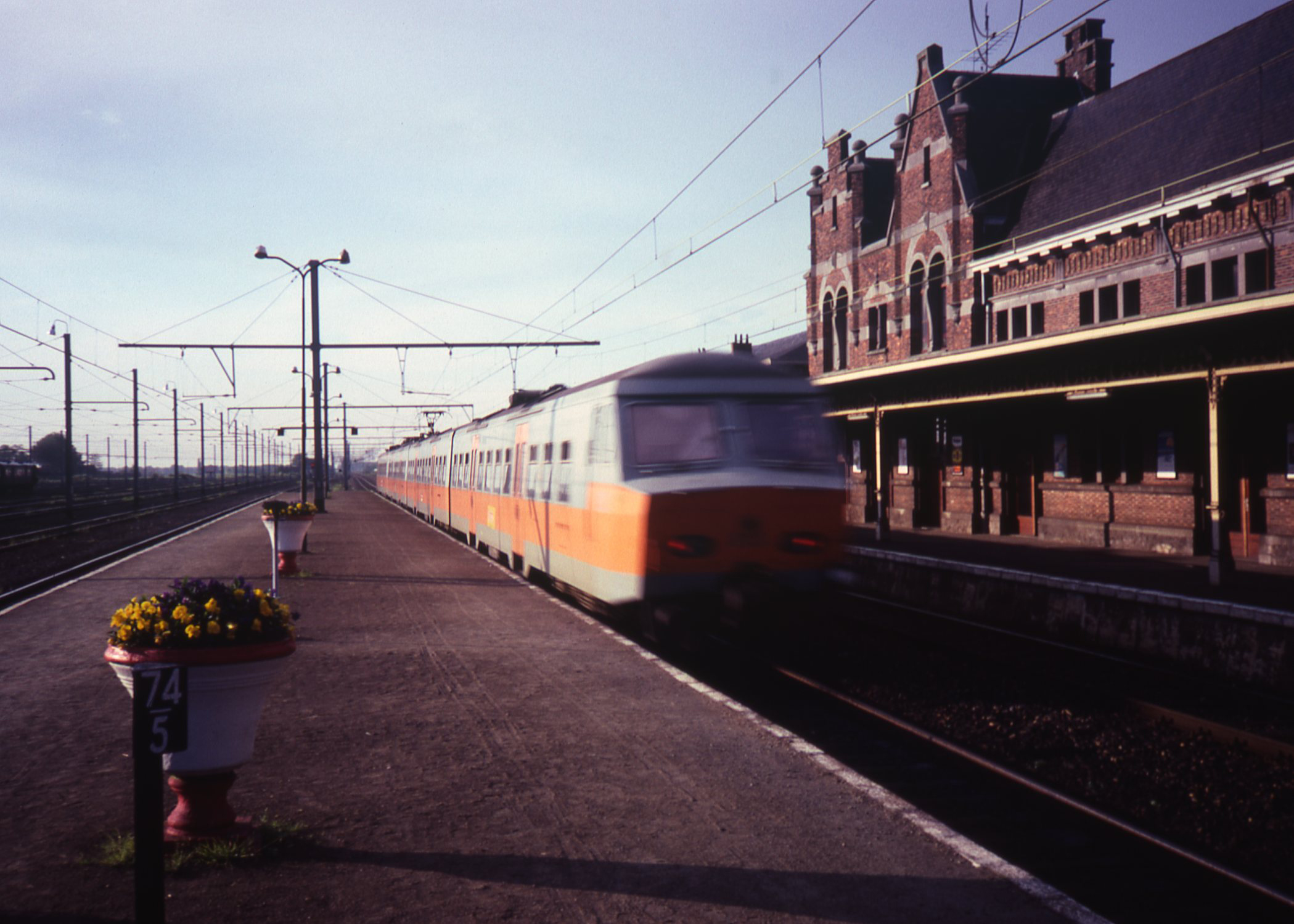
AM75 in Ursprungsfarbgebung grau/orange
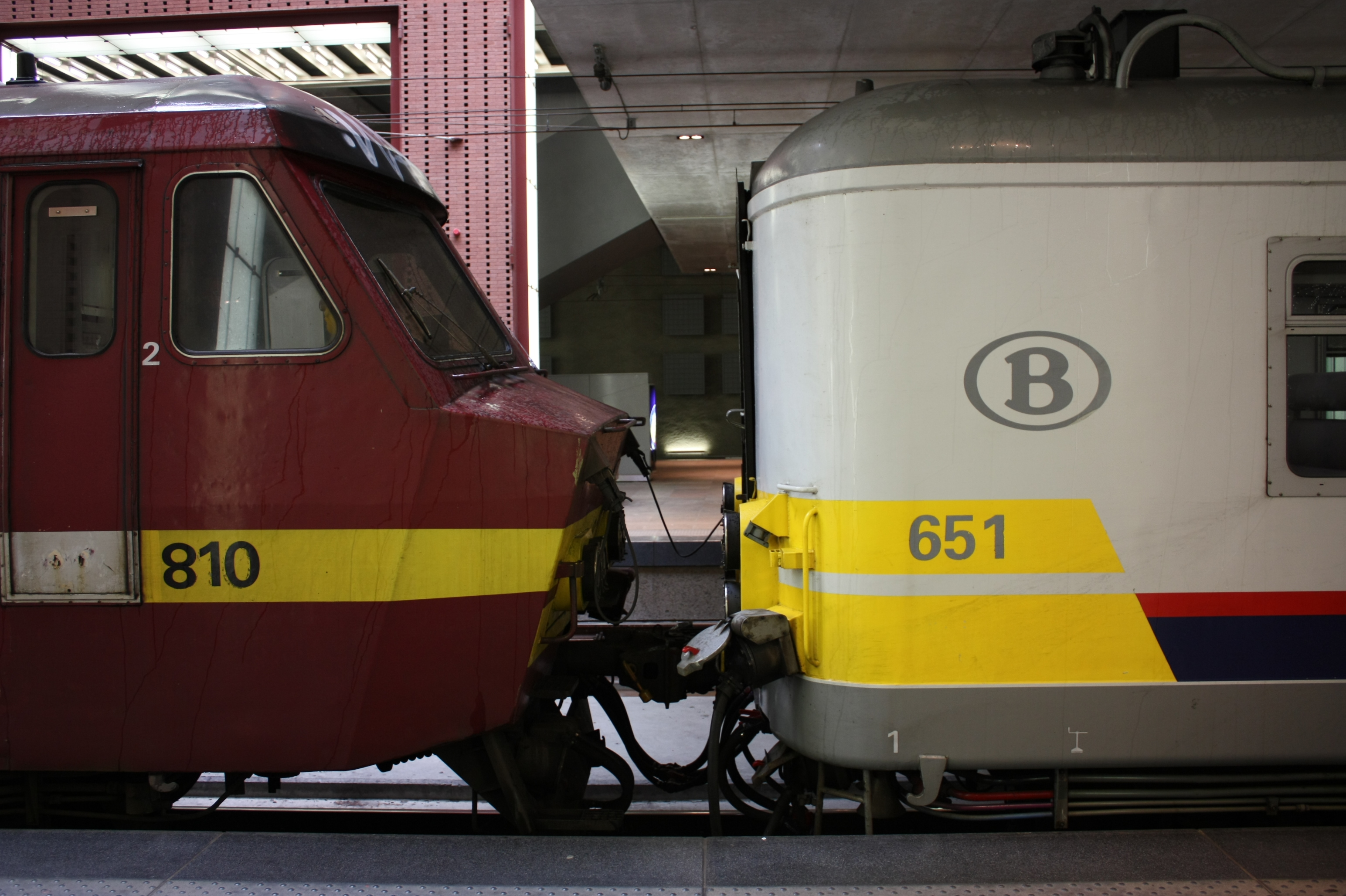
Kupplung mit einem Triebwagen der Reihe AM70
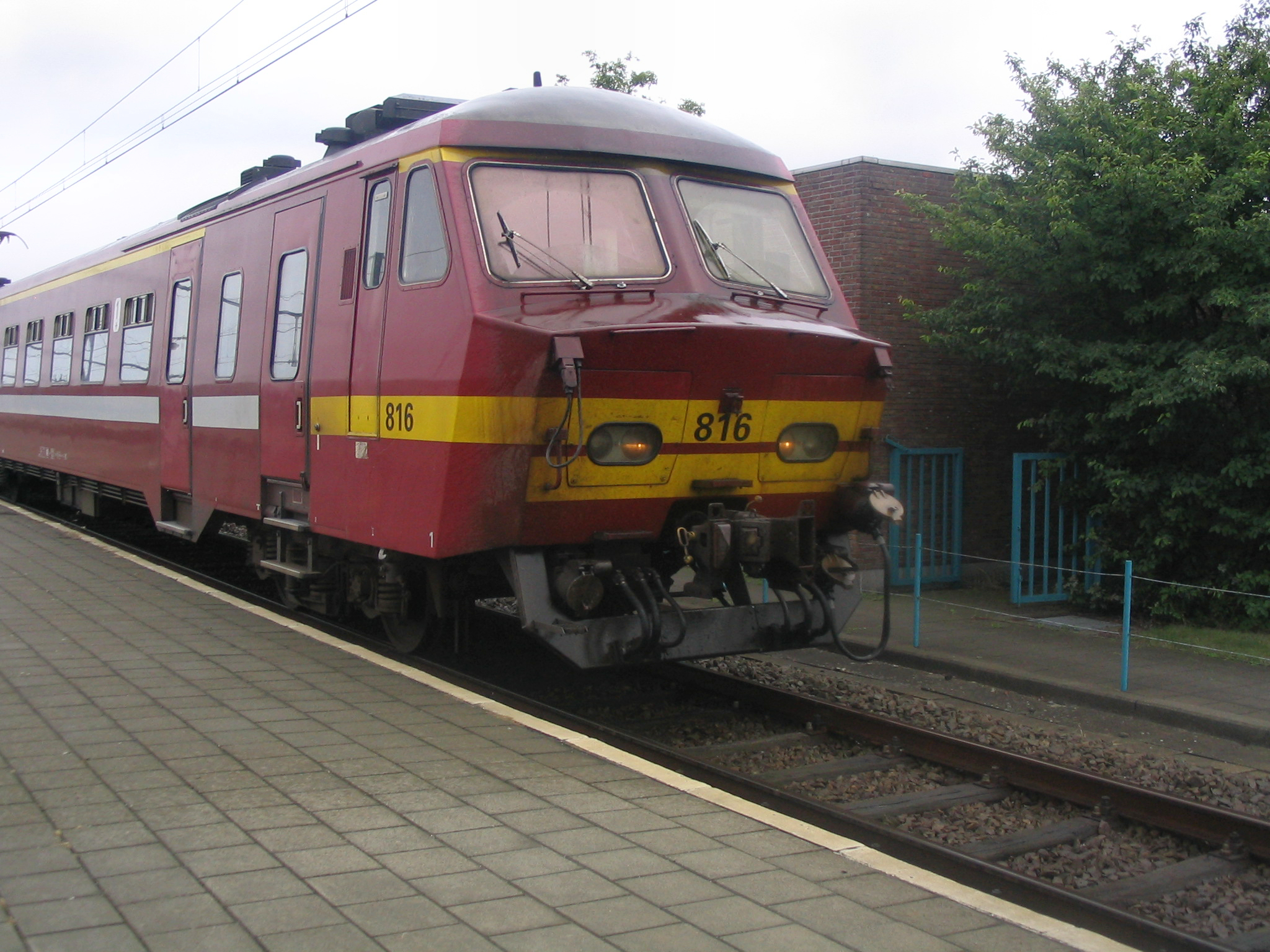
AM 75 816
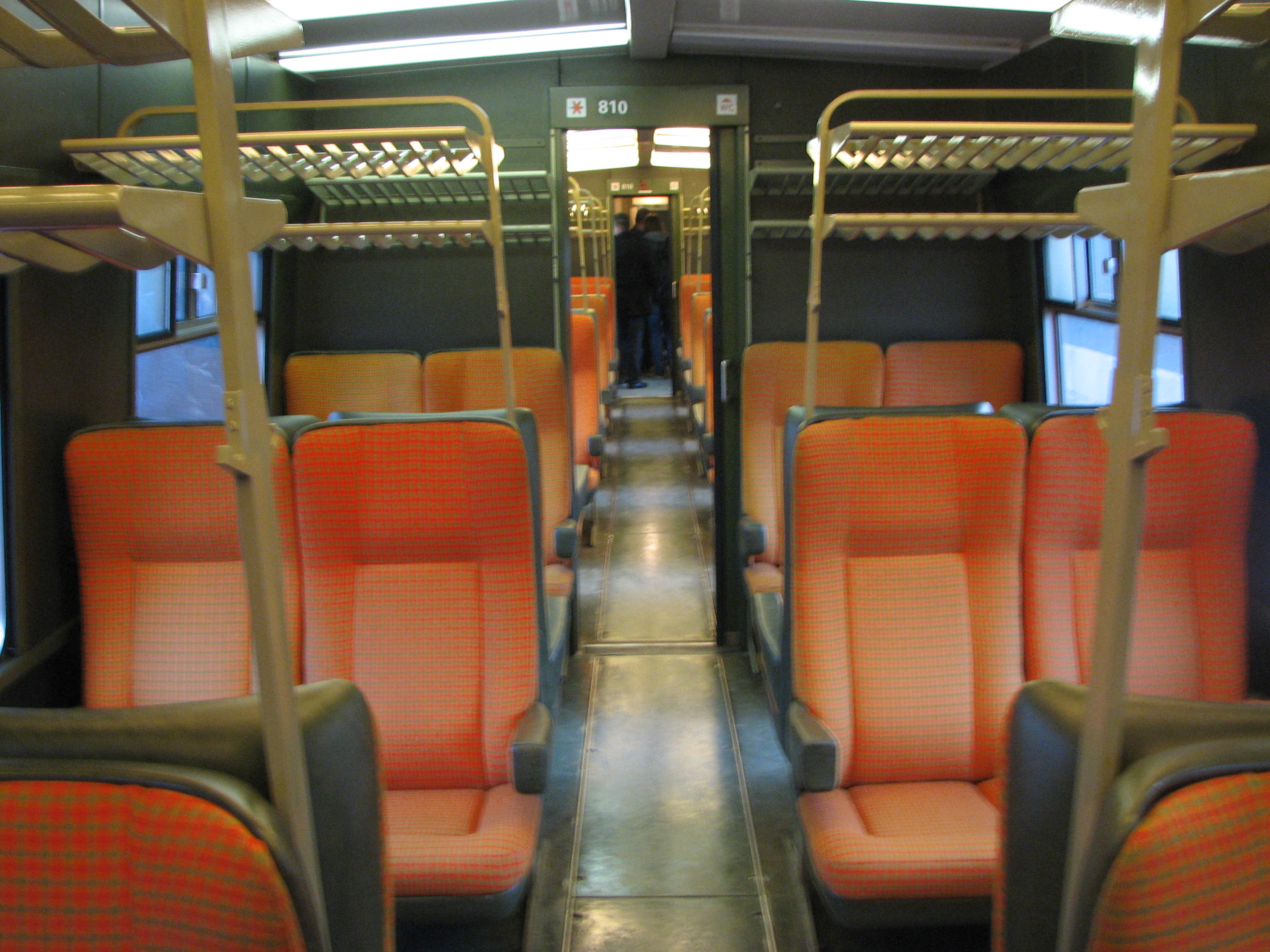
Ursprünglicher Innenraum der 1. Klasse
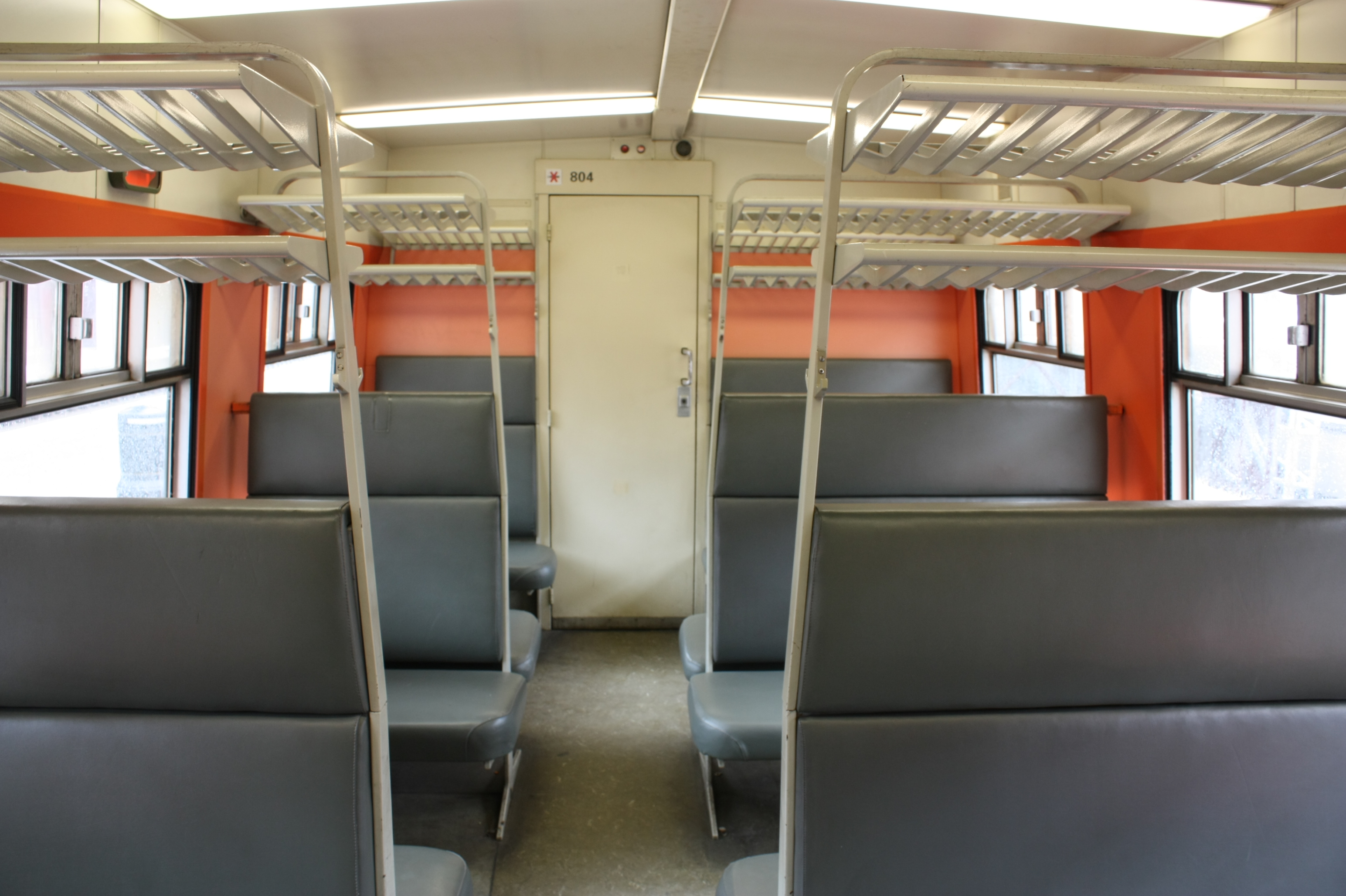
Ursprünglicher Innenraum der 2. Klasse
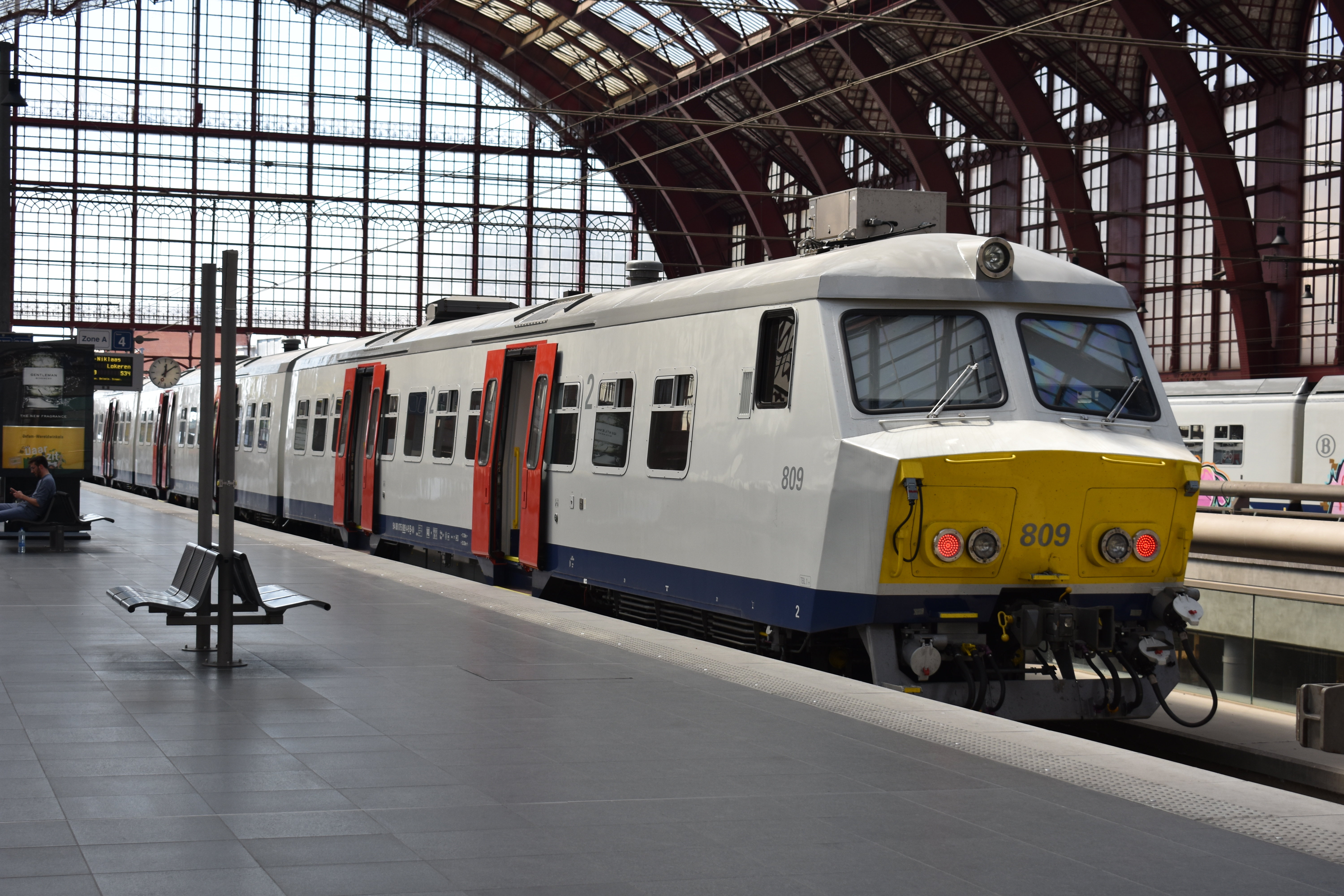
Modernisierter Zug 809 in Antwerpen
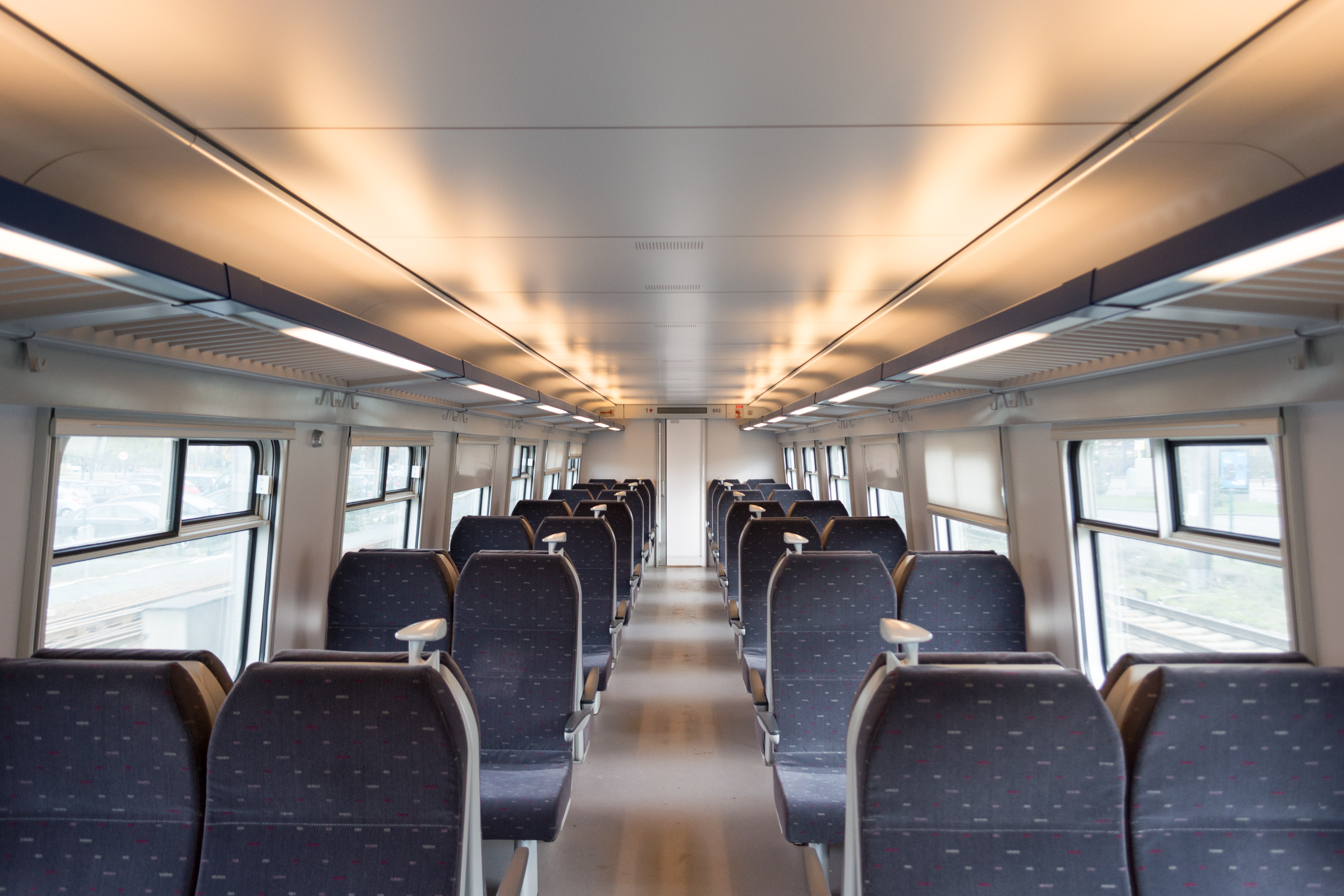
Modernisierter Innenraum der 1. Klasse
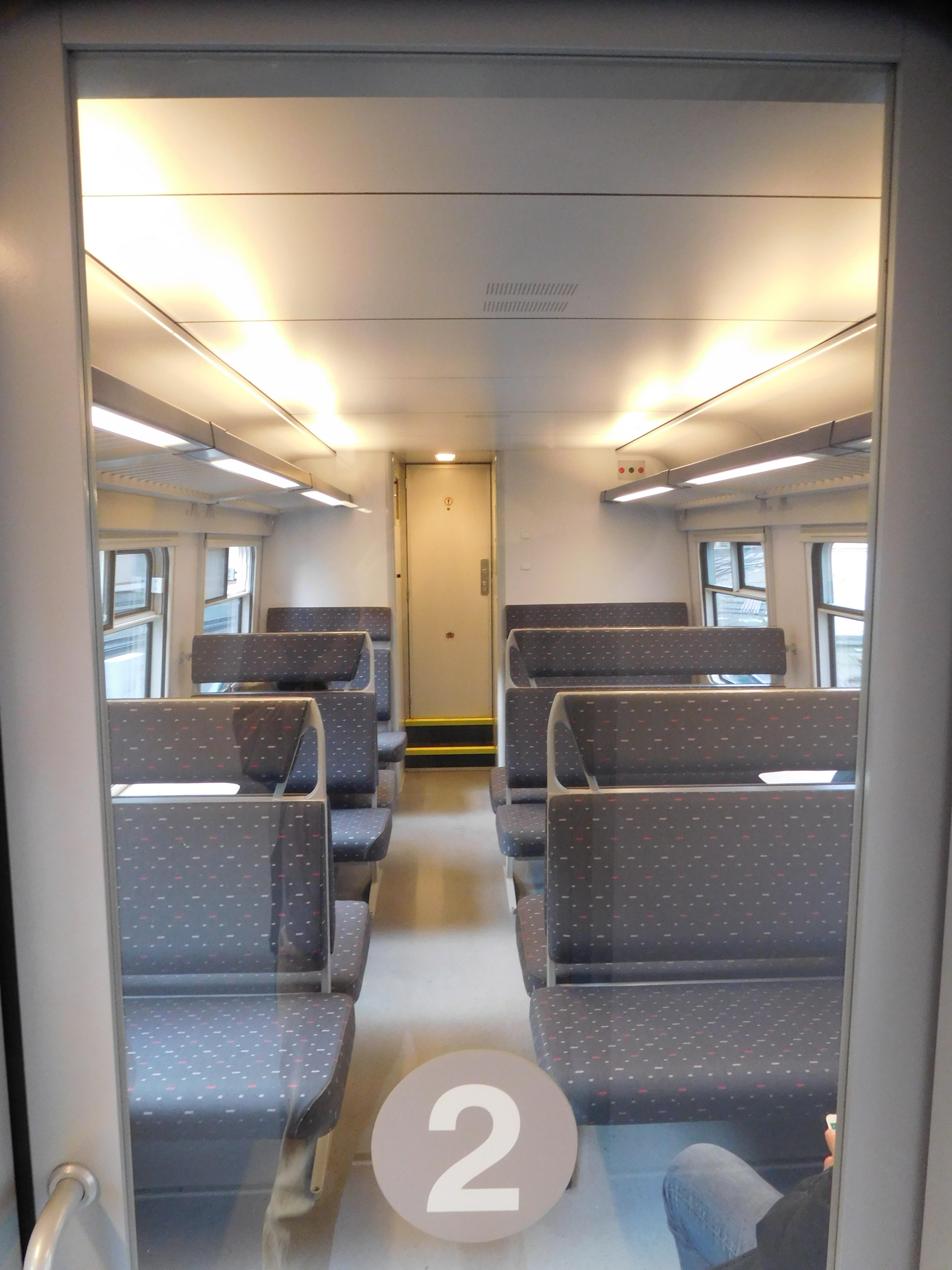
Modernisierter Innenraum der 2. Klasse